# Charles Momsen
Pour les articles homonymes, voir Momsen.
Charles Bowers « Swede » Momsen (né le 21 juin 1896 à Flushing et mort le 25 mai 1967), est un militaire américain.

## Biographie
Il est l'un des pionniers dans le sauvetage sous-marin pour la marine des États-Unis, inventant le dispositif d'évacuation sous-marine surnommé « Momsen lung (en) », pour lequel il a reçu la Navy Distinguished Service Medal en 1929.
En mai 1939, Momsen dirige le sauvetage de l'équipage de USS Sailfish (SS-192).
Il participe également à la Seconde Guerre mondiale.
Il est inhumé au cimetière national d'Arlington.

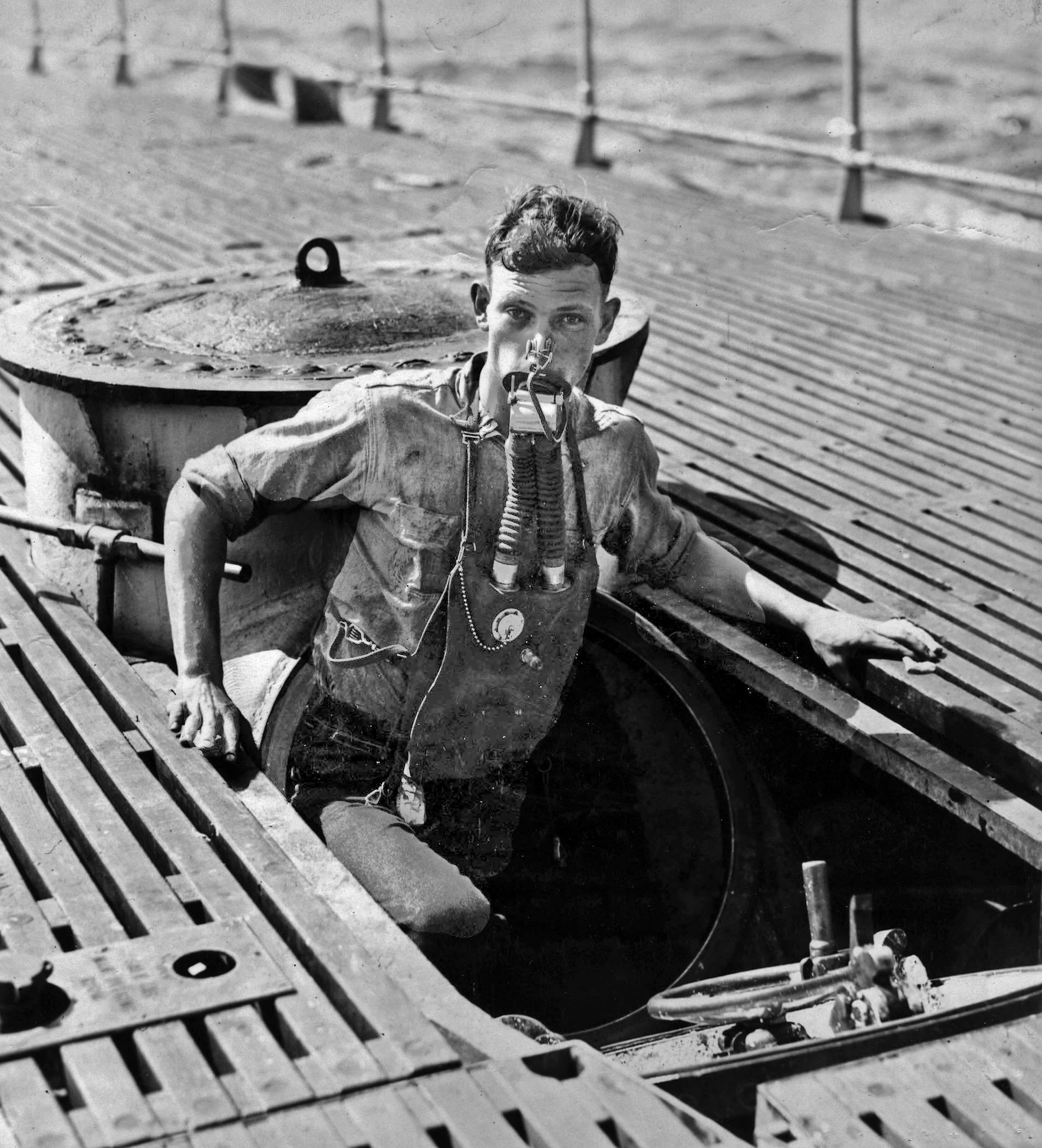
Un sous-marinier équipé d'un Momsen lung.